# Bir Salah
Bir Salah es una ciudad de Túnez. Situada en el este del país, entre El Jem y El Hencha, en la Gobernación de Sfax. Cuenta con una población de 4 582 habitantes (2014).
Es conocida por sus olivares y su aceite así como por las numerosas carnicerías situadas a lo largo de la RN1.